# اتحاد المغرب العربي
اتحاد المغرب العربي، اتحاد إقليمي تأسس بتاريخ 17 فبراير/فيفري 1989 م بمدينة مراكش بالمغرب، ويتألف من خمس دول تمثل في مجملها الجزء الغربي من العالم العربي وهي: موريتانيا، المغرب، الجزائر، تونس وليبيا. وذلك من خلال التوقيع على ما سُمّي بمعاهدة إنشاء اتحاد المغرب العربي. تعد اقتصادات الدول الخمس مكملة لاقتصاد بعضها البعض، حيث أن الاتحاد في حال تفعيله سيحقق الاكتفاء الذاتي لكل هذه الدول في معظم حاجياتها. تبلغ مساحة دول هذا الاتحاد مجتمعة 6,041,261 مليون كيلومترا مربعا، وهي مساحة تفوق مساحة الاتحاد الأوروبي. يبلغ عدد سكان اتحاد المغرب العربي حوالي 100 مليون نسمة 80٪ منهم يعيش في المغرب والجزائر كما أن البلدان يملكان أقوى اقتصادين في هذا الاتحاد، حيث أن مجموع اقتصاد البلدين يساوي ٪75 من الاقتصاد الإجمالي لدول الاتحاد. عاصمة الاتحاد هي العاصمة المغربية الرباط في المغرب. تونس هي الدولة الوحيدة من بين الأعضاء الخمس التي قامت بدسترة الاتحاد في دستورها كما يلي:

## اتحاد المغرب العربي
ظهرت فكرة اتحاد المغرب العربي قبل الاستقلال وتبلورت في أول مؤتمر للأحزاب المغرب العربي الذي عقد في مدينة طنجة في المغرب بتاريخ 30/4/1958 والذي ضمَّ ممثلين عن حزب الاستقلال المغربي والحزب الدستوري التونسي وجبهة التحرير الوطني الجزائرية. وبعد الاستقلال كانت هناك محاولات نحو فكرة تعاون وتكامل دول المغرب العربي خصوصا المغرب، الجزائر وتونس، مثل إنشاء اللجنة الاستشارية للمغرب العربي عام 1964 لتنشيط الروابط الاقتصادية بين دول المغرب العربي، وبيان جربة الوحدوي بين ليبيا وتونس عام 1974, ومعاهدة مستغانم بين ليبيا والجزائر، ومعاهدة الإخاء والوفاق بين الجزائر وتونس وموريتانيا عام 1983.
اتحاد المغرب العربي

## إنشاء اتحاد المغرب العربي
اجتماع قادة المغرب العربي بمدينة زرالدة في الجزائر يوم 10/6/1988, وإصدار بيان زرالده الذي أوضح رغبة القادة في إقامة الاتحاد المغاربي وتكوين لجنة تضبط وسائل تحقيق وحدة المغرب العربي. أعلن عن قيام اتحاد المغرب العربي في 17/2/1989 بمدينة مراكش من قبل خمس دول هي: المغرب والجزائر وتونس وليبيا وموريتانيا. يهدف الاتحاد المغاربي إلى:
- تمتين أواصر الاخوة التي تربط الدول الأعضاء وشعوبها بعضها ببعض ؛ تحقيق تقدم رفاهية مجتمعاتها والدفاع عن حقوقها.
- فتح الحدود بين الدول الخمسة لمنح حرية التنقل الكاملة للأفراد والسلع وورؤوس الأموال فيما بينها (العمل تدريجيا على تحقيق ذلك).
- التنسيق الأمني والعسكري والدفاع المشترك عن سيادة البلدان الأعضاء في الاتحاد.
- في ميدان الدفاع : صيانة استقلال كل دولة من الدول الأعضاء، أي اعتداء على دولة من الدول الأعضاء يعتبر اعتداء على كل أعضاء الاتحاد.
- في الميدان الدولي : تحقيق الوفاق بين الدول الأعضاء وإقامة تعاون دبلوماسي وثيق بينها يقوم على أساس الحوار.
- نهج سياسة مشتركة في مختلف الميادين السياسية والاقتصادية والاجتماعية والثقافية.
- المساهمة في صيانة السلام القائم على العدل والإنصاف.
- في الميدان الاقتصادي : تحقيق التنمية الصناعية والزراعية والتجارية والاجتماعية للدول الأعضاء واتخاذ ما يلزم اتخاذه من وسائل لهذه الغاية، خصوصا بإنشاء مشروعات مشتركة وإعداد برامج عامة ونوعية في هذا الصدد.
- في الميدان الثقافي : إقامة تعاون يرمي إلى تنمية التعليم على كافة مستوياته وإلى الحفاظ على القيم الروحية والخلقية والمستمدة من تعاليم الإسلام السمحة وصيانة الهوية القومية العربية واتخاذ ما يلزم اتخاذه من وسائل لبلوغ هذه الأهداف، خصوصا بتبادل الأساتذة والطلبة وإنشاء مؤسسات جامعية وثقافية ومؤسسات متخصصة في البحث تكون مشتركة بين الدول الأعضاء.

المخطط القابل للضغط يظهر علاقات المنظمات المختلفة في إطار منظمة التعاون الإسلامي. (عضوية سوريا معلقة من جميع المنظمات لانتهاكات حقوق الإنسان خلال الحرب الأهلية السورية).

## أجهزة اتحاد المغرب العربي

### (1) مجلس الرئاسة
ويتألف من رؤساء الدول الأعضاء وهو أعلى جهاز في الاتحاد، وتكون رئاسة المجلس لمدة سنة بالتناوب بين رؤساء الدول الأعضاء، ويعقد دوراته العادية كل سنة وله أن يعقد دورات استثنائية كلما دعت الحاجة إلى ذلك، وله وحده سلطة اتخاذ القرار وتصدر قراراته بإجماع أعضائه..

### (2) مجلس وزراء الخارجية
يتألف من المكلفين بالشؤون الخارجية في بلدان الاتحاد، يتولى التحضير لدورات مجلس الرئاسة، والنظر في اقتراحات لجنة المتابعة واللجان الوزارية المتخصصة ورفع التوصيات بشأنها لمجلس الرئاسة، وتنسيق السياسات والمواقف في المنظمات الإقليمية والدولية، ودراسة جميع القضايا التي يكلفه بها مجلس الرئاسة. يعقد مجلس وزراء الخارجية دورات عادية كما له أن يعقد دورات استثنائية بدعوة من الرئاسة أو بناء على طلب أحد أعضائه ولا يكون الاجتماع صحيحا إلا بحضور جميع الأعضاء.

### (3) لجنة المتابعة
تتألف من الأعضاء الذين تم تعيين كل واحد منهم في مجلس وزراء دولته لمتابعة شؤون الاتحاد، وتقوم لجنة المتابعة بمتابعة قضايا الاتحاد بصفة تكاملية مع باقي هيئات الاتحاد وتعمل بالتنسيق مع باقي الهيئات ولاسيما مع الأمانة العامة واللجان الوزارية المتخصصة تفاديا للازدواجية. وتعتبر لجنة المتابعة هيئة المتابعة لتطبيق قرارات الاتحاد وجهازا لتنشيط العمل الوحدوي. تعقد لجنة المتابعة لقاءات دورية مع الأمانة العامة لتقييم التقدم الحاصل وتحديد العوائق واقتراح الحلول المناسبة.

### (4)اللجان الوزارية المتخصصة
أربعة هي:
- لجنة الأمن الغذائي: تهتم بقطاعات الفلاحة والثروة الحيوانية-المياه والغابات- الصناعات الفلاحية والغذائية- استصلاح الأراضي- الصيد البحري- تجارة المواد الغذائية- البحث الزراعي والبيطري- البيئة- مؤسسات الدعم الفلاحي.
- لجنة الاقتصاد والمالية: تهتم بميادين التخطيط- الطاقة- المعادن- التجارة- الصناعة- السياحة- المالية- والجمارك- التأمين والمصارف وتمويل الاستثمار- الخدمات- الصناعة التقليدية.
- لجنة البنية الأساسية: تهتم بقطاعات التجهيز والأشغال العمومية- الإسكان والعمران- النقل والمواصلات- البريد- الري.
- لجنة الموارد البشرية: تهتم بمجالات التعليم- الثقافة- الإعلام- التكوين- البحث العلمي الشؤون الاجتماعية- التشغيل- الرياضة- الشبيبة- الصحة- العدل- الإقامة وتنقل والأشخاص- شؤون الجالية المغاربية.

## مؤسسات الاتحاد

ساحة في وهران لتخليد ذكرى وحدة المغرب العربي

### الأمانة العامة
ومقرها بالرباط عاصمة المغرب.

### مجلس الشورى
يتألف من ثلاثين عضوا عن كل دولة عضو في الاتحاد يقع اختيارهم من الهيئات النيابية للدول الأعضاء أو وفقا للنظم الداخلية لكل دولة، يعقد دورة عادية كل سنة كما يعقد دورات استثنائية بطلب من مجلس الرئاسة. يبدي مجلس الشورى رأيه فيما يحيله عليه مجلس الرئاسة من مشاريع وقرارات كما له أن يرفع لمجلس الرئاسة ما يراه من توصيات لتعزيز عمل الاتحاد وتحقيق أهدافه، ومقره بالجزائر.

### الهيئة القضائية
تتألف من قاضيين اثنين عن كل دولة وتعينهما الدولة المعنية لمدة ست سنوات، وتجدد بالنصف كل ثلاث سنوات، تختص بالنظر في النزاعات المتعلقة بتفسير وتطبيق المعاهدات والاتفاقيات المبرمة في إطار الاتحاد التي يحيلها إليها مجلس الرئاسة أو إحدى دول الأطراف في النزاع، وتكون أحكام الهيئة ملزمة ونهائية، كما تقوم بتقديم الآراء الاستشارية في المسائل القانونية التي يعرضها عليها مجلس الرئاسة، ومقرها بنواكشوط في موريتانيا.

### الأكاديمية المغاربية للعلوم
تهدف إلى إقامة إطار للتعاون بين مؤسسات البحث العلمي والتكوين العالي في بلدان الاتحاد وبينها وبين المؤسسات المماثلة بالوطن العربي والبلدان الأجنبية، وتطبيق سياسة بحث علمي وتكنولوجي مركزة على الجوانب التنموية المشتركة بين أقطار الاتحاد باعتبار الوسائل والإمكانيات المتوفرة، وتمكين الباحثين في الاتحاد من المشاركة في تطوير العلوم واستيعاب التقنية وتوظيفها بطريقة مؤثرة في الأوساط العلمية والتقنية، والحد من هجرة الأدمغة المغاربية إلى البلدان الأجنبية وتوفير محيط علمي يسمح بإدماج المتخصصين في بلدان المغرب العربي وكذلك الباحثين المغاربيين المقيمين بالخارج، ومقرها بطرابلس بليبيا.

### جامعة المغرب العربي
تتكون الجامعة من وحدات جامعية مغاربية موزعة على دول اتحـاد المغرب العربي حسب مقتضيات مهمتها والإمكانيات المتوفرة في كل منها.وتهدف الجامعة المغاربية إلى تكوين طلبة السلك الثلاث والباحثين في المجالات ذات الأولوية التي يقرها مجلس إدارة الجامعة، ومقرها بطرابلس ليبيا.

### المصرف المغرب العربي للاستثمار والتجارة الخارجية
نشأ بناء على اتفاقية بين دول الاتحاد بتاريخ 10/03/1991م، ويهدف المصرف إلى المساهمة في إقامة اقتصاد مغاربي مترابط ومندمج ومن ذلك إعداد وإنجاز وتمويل المشاريع ذات المصلحة المشتركة الفلاحية والصناعية وغيرها في البلدان المغاربية وكذلك في تشجيع انسياب رؤوس الأموال وتوظفيها في المشاريع ذات الجدوى الاقتصادية والمردود المالي وتنمية المبادلات التجارية والمدفوعات الجارية المترتبة عنها، ومقره بتونس.

## اقتصاد دول اتحاد المغرب العربي

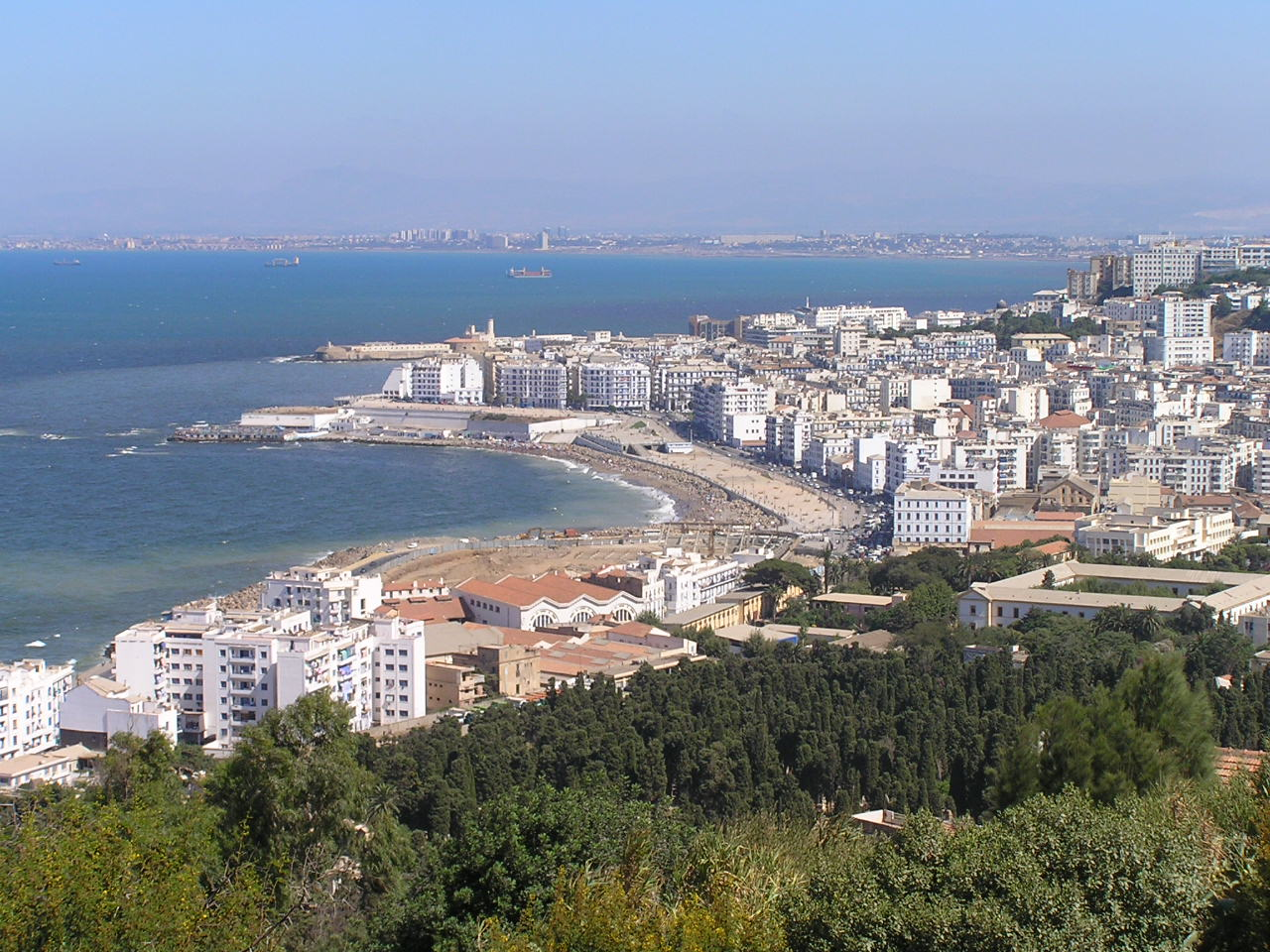
الجزائر العاصمة

### الجزائر

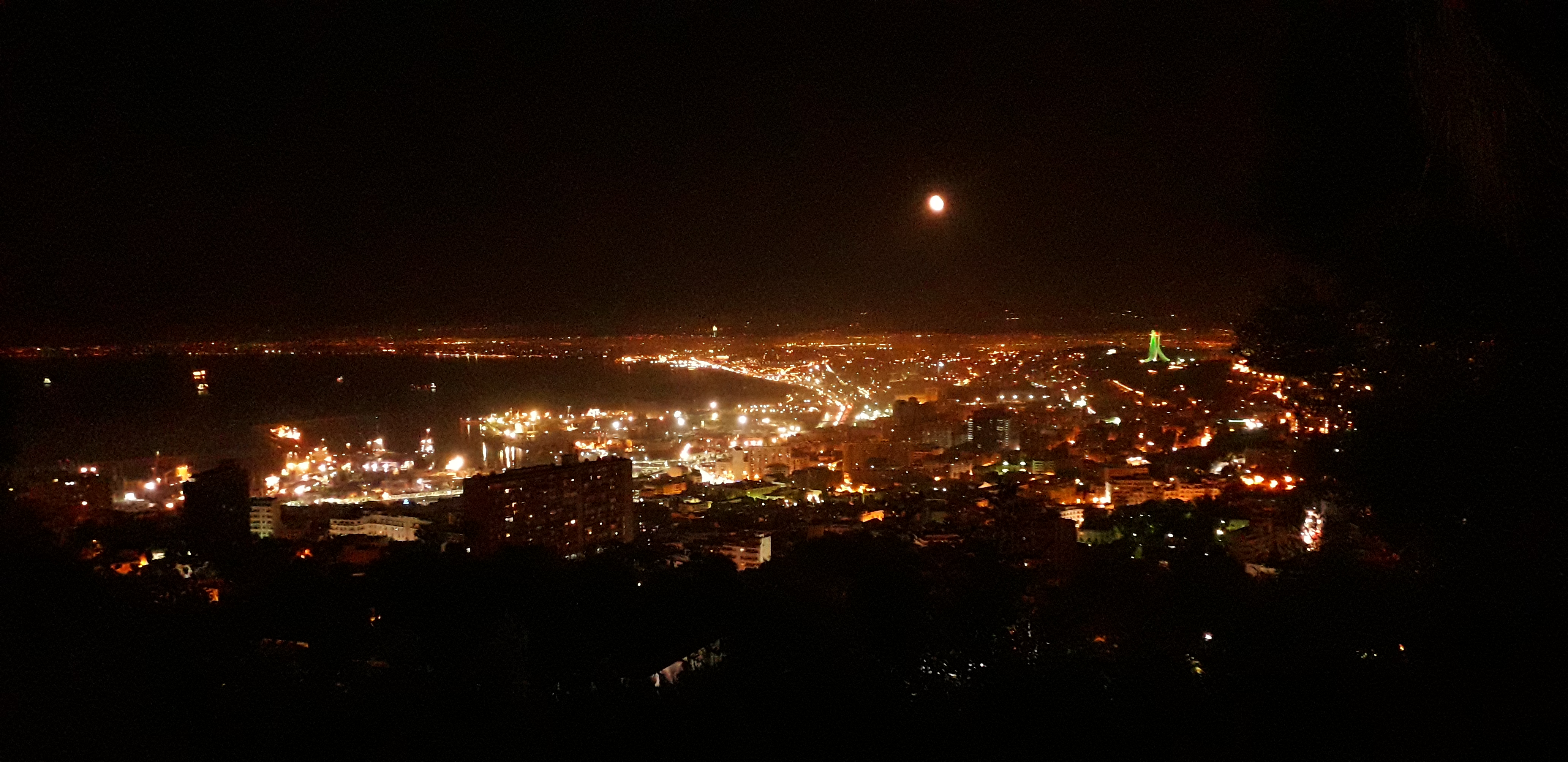
الجزائر العاصمة المدينة البيضاء

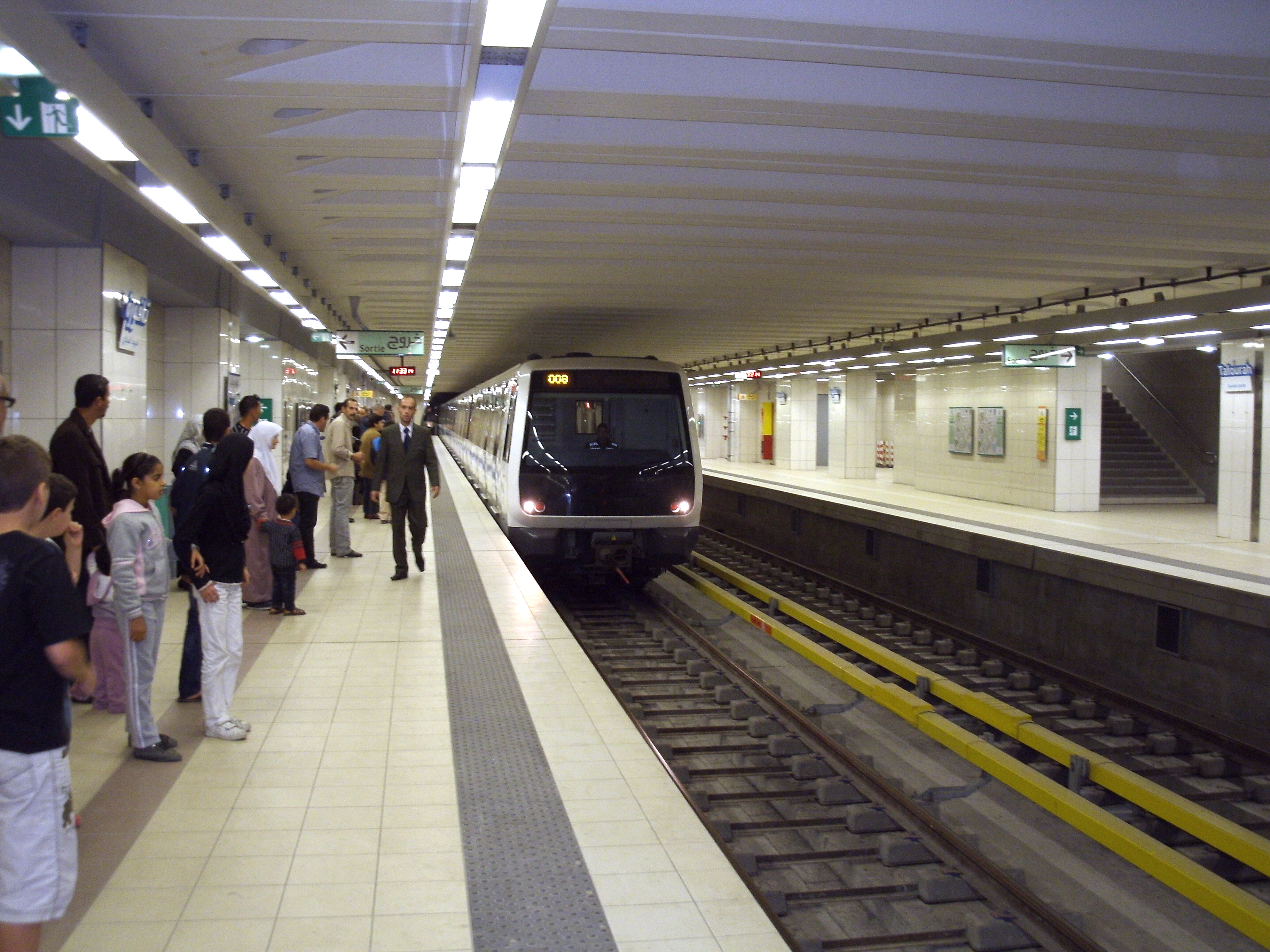
مترو الجزائر العاصمة الأول مغاربيا وأفريقيا

من بين أكبر منتجي الغاز والنفط في العالم تحتل المرتبة 12 عالميا في إنتاج النفط لسنة 2009. والرتبة 6 في إنتاج الغاز الطبيعي عالميا لسنة 2007. والرتبة الأولى عالميا في تصدير غاز طبيعي مسال LNG. تملك احتياط يقدر بـ 25,000 مليار متر مكعب من الغاز الطبيعي. وتنتج الجزائر 1.45 مليون برميل يومياً من النفط، و 152 مليار متر مكعب من الغاز الطبيعي سنوياً، ما يعادل 234 مليون طن من الغاز والنفط ومشتقاته سنوياً، تصدر منها 134 مليون طن سنوياً. وكان الاحتياط سابقا يبلغ لمدة 40 سنة. وحسب الدراسات الجديدة تبين أن الاحتياط يكفي لـ 100 عام. وأكثر إذا اكتشفت حقول جديدة مستقبلا. وأخيرا في فبراير 2010 تم اكتشاف أول اكتشاف حقل للغاز الطبيعي في شمال البلاد في منطقة الرحوية في ولاية تيارت، الواقعة على بعد نحو 300 كيلومتراً غربي العاصمة الجزائرية. يشار إلى أن إنتاج الجزائر من النفط والغاز يتم منذ تحقيق أول اكتشاف في جنوب البلاد. كذلك تتوفر الجزائر على الاحتياط الثاني عالميا بعد الولايات المتحدة الأمريكية، من غاز حجر الأردواز المعروف بالغاز غير الطبيعي. والذي لم تستغله الجزائر بعد
ويعتمد بشكل كبير اقتصادها على تصدير النفط والغاز والصناعات البتروكيماوية التي تمثل بمجموعها 80% من صادرات البلاد، إضافة إلى الصناعة الميكانيكية والمحركات والحافلات والشاحنات. والجرارات والآلات الفلاحية. والفلاحة التي ترتكز أساسا على زراعة الحمضيات و التمور والحبوب وزيت الزيتون. كما للجزائر ثروات طبيعية أخرى الحديد منجم الونزة ومنجم بوخضرة التي تنتج 3.645 ملاين طن. وكذالك منطقة جبيلات في الجنوب وهو من أكبر حقول الحديد في العالم والذي لم يستثمر فيه بعد. والفحم واليورانيوم. ومنجم الذهب في الهقار. و الزنك. الرصاص. النحاس. الرخام. و الزئبق. تمتلك الجزائر ثالث أكبر اقتصاد في إفريقيا، بعد جنوب إفريقيا ونيجيريا، وأقوى اقتصاد قومي في شمال إفريقيا، قبل مصر. وينبع غنى الجزائر من احتياطياتها الضخمة من النفط والغاز والذهب، وفيها يبلغ متوسط دخل الفرد السنوي 4500 دولار، ونسبة النمو الاقتصادي خمسة المائة، واحتياطياتها من العملة الصعبة 144 مليار دولار، في الوقت الذي تقل ديونها الخارجية عن أربعة مليارات، أي أقل من عشر الديون الفرنسية الرسمية. تملك الجزائر أكبر سد مائي في أفريقيا سد بني هارون وأكبر مسجد في أفريقيا والثالث عالميا المسجد الأعظم الجزائر تحتل اللمركز الثاني بعد السودان في الثروة الحيوانية بنسبة تبلغ 10,5 بالمئة و 10,14 بالمئة من ثروات الوطن العربي في الأغنام والجزائر الثانية عربيا في إنتاج الأغنام والسابعة في ثروتي الماعز والإبل، الزراعة: المزرعة السمكية المصرية الجزائرية الأولى إفريقيًا، الجزائر الأولى إفريقيا في نمو قطاع إنتاج السيارات، والجزائر تنشئ أكبر مصنع للفوسفات بأفريقيا كما أنجزت أكبر وأحدث مطار في أفريقيا وأكبر جسر من نوعه على مستوى القارة الإفريقية، ويتعلق الأمر بجسر واد الرخام التابع لولاية البويرة (120 كلم شرق الجزائر)، ويبلغ طول هذا الجسر نحو 744 مترا وارتفاعه 185 مترا، ميناء جن جن سيكون الأكبر في البحر الأبيض المتوسط، طاقته الاستيعابية ستتجاوز المليون حاوية سنويا الميناء سيساهم في رفع قدرات التصدير نحو الخارج وسيستقبل بواخر بحمولة قيمتها 14 ألف حاوية والطريق المعروف بالطريق السيار شرق غرب يربط بين الحدود المغربية والحدود التونسية، وهو من شبكة الطرق السريعة المغاربية حيث صنف حسب تقرير “ديلي اكس برس” البريطانية انه من أكبر وأجمل الطرق السريعة بالعالم حيث يمر بأجمل المدن الجميلة والسياحية بالجزائر. حيث تملك أكبر شبكة طرقات وسكة حديدية في أفريقيا، أما البحوث الأكاديمية الخاصة بالطاقة الجزائر في المرتبة الأولى إفريقيا،
والجزائر الأولى إفريقيا في مجال تهيئة الإقليم بالنظر إلى جهودها في إنشاء مدن عصرية والقضاء على البيوت الهشة.، وفي تنمية بشرية الجزائر الأولى مغاربيا والثالثة افريقيا، ويوجد في السوق الداخلية الجزائرية 41 مليون شخص أكثر من نصفهم تحت سن الخامسة والعشرين.
في دجنبر 2023، عبر الأمين العام لاتحاد المغرب العربي، الطيب البكوش، عن أمله في أن تسدد الجزائر ما بذمتها من ديون مستحقة للاتحاد، وأن ترشح الأطر الشاغرة الثلاثة في الأمانة العامة كفاءات في مستوى المرحلة. وقال الأمين العام في بيان نُشر بالموقع الالكتروني للاتحاد، 27 دجنبر 2023، إن المديرات المقصودة هي “مدير البنية الأساسية، ورئيس قسم التنمية البشرية، وخبير البنية الأساسية”. 

### المغرب
يقوم المغرب على اقتصاد حر كما أنه يملك ثاني أقوى اقتصاد في دول المغرب العربي والثاني عربيا بعد مصر إذا استبعدنا الدول البترولية بناتج داخلي يبلغ 162 مليار $، يملك المغرب 70 % من احتياطات الفوسفات العالمي. ويعتمد اقتصاده أيضا على السياحة الأجنبية، فقطاع السياحة يشهد تطورا كبيرا بعدما نجح المغرب في استقطاب 10 ملايين سائح سنة 2010 ونجح في وضع مشاريع سياحية هائلة في كل من طنجة والدار البيضاء ومراكش وأكادير والرباط ويعتمد اقتصاده أيضا على تصدير الحمضيات والبطاطا والخضراوات والأسماك والنسيج إلى أوروبا وأميركا لكونه يعتبر من أقوى منتجي الأسماك بالعالم وكما اكتشف مؤخرا في طرفاية والأطلس الكبير كميات هائلة من الزيوت الصخرية التي ستخول للمغرب بأن يكون من مصدري البترول في المستقبل، للإضافة يعتبر المغرب بلدا تجاريا بامتياز لكونه وقع عدة اتفاقيات تبادل حر مع الولايات المتحدة والاتحاد الأوروبي وتركيا والأردن ومصر وتونس والإمارات كما أنه الدولة الوحيدة في دول المغرب العربي الذي يملك الوضع المتقدم مع الاتحاد الأوروبي لتنوع اقتصاده ويملك ثاني أقوى بورصة في أفريقيا بعد بورصة جوهانسبورغ ويملك أقوى المراكز التجارية بأفريقيا، وأكبر ميناء في أفريقيا والحوض المتوسط (ميناء طنجة المتوسطي) أما القطاع الصناعي فيشهد بدوره تطورا هائلا فقد بدأ المغرب في صناعة سيارات Renault التابعة لفرنسا وتركيب طائرات البوينغ الأمريكية.

### تونس
يعتمد الاقتصاد التونسي على السياحة وعلى الصناعة مثل المناولة في صناعة الملابس لأبرز العلامات التجارية الأوروبية بالإضافة إلى الصناعات الميكانيكية كقطع غيار السيارات وأبرزها قطع لسيارات مرسيدس وغيرها وكذلك أجزاء من طائرات ايرباص، وتشكل الصادرات التونسية من زيت الزيتون أهم صادراتها الفلاحية حيث أن تونس ثالث مصدر لزيت الزيتون في العالم بعد إسبانيا وإيطاليا، كما أن صادرات تونس من التمور تمثل ثاني صادرات تونس الفلاحية. ويشبه الاقتصاد التونسي في بنيته الاقتصاد المغربي بعض الشيء خاصة من حيث أهمية السياحة، إلا أن الاقتصاد التونسي يعتمد أكثر على الصناعة فيما يعتمد الاقتصاد المغربي أكثر على الفلاحة. والاقتصاد التونسي هو الأسرع نمواً والأكثر تنافسية في المغرب العربي ويصنف بانتظام من بين الاقتصادات الثلاثة الأكثر تنافسية في القارة الأفريقية والمنطقة العربية.

### ليبيا
تعتبر من بين أكبر منتجي النفط في العالم تحل المرتبة 18 عالميا لسنة 2009. والذي تعتمد عليه في اقتصادها إلى جانب الصناعات الكيمياوية، وبدأت تشهد تحسنا في قطاع الاستثمار العقاري والتجاري بعد رفع الحظر عنها سنة 2000 كما أن قطاع السياحة يشهد اهتماما ونموا خاصة في المدن الأثرية ومنطقة الجبل الأخضر في الشمال الشرقي والسياحة الصحراوية والواحات الجنوبية.

### موريتانيا
أصبحت موريتانيا مؤخراً بلداً مصدراً للنفط. وتصدر موريتانيا أيضا الحديد والأسماك.
| الموارد الاقتصادية          | الجزائر | المغرب | تونس  | ليبيا  | موريتانيا |
| --------------------------- | ------- | ------ | ----- | ------ | --------- |
| القمح (مليون طن)            | 4.500   | 3.800  | 1.600 | 0.130  | ----      |
| البترول (مليون طن)          | 44.00   | 0.02   | 3.71  | 70.09  | ----      |
| غاز طبيعي (مليار متر مكعب)  | 152.00  | 0.04   | 1.75  | 3.10   | ----      |
| الإنتاج الإجمالي للطاقة Tep | 142.880 | 0.628  | 7.120 | 73.420 | ----      |
| الفوسفات (مليون طن)         | 5       | 21     | 8     | ----   | ----      |
| الذهب (كغ)                  | 377     | 1500   | ----  | ----   | ----      |
| الحديد (مليون طن)           | 3.645   | 2.506  | 0.182 | 1.500  | 10.400    |

مصادر :
المنظمة الدولية لتثمين الثروات الطبيعية

## نشيد الاتحاد
من نظم محمد الأخضر السائحي من الجزائر وموسيقى سمير العقربي من تونس:

## انتقاد للتسمية
يعتبر الأمازيغ تسمية الاتحاد بالعربي إقصاء لهم، وبالتالي قدم وزير خارجية المغرب سعد الدين العثماني في 22 فبراير 2012 طلبا لتغيير اسم اتحاد المغرب العربي إلى الاتحاد المغاربي أو اتحاد المغرب الكبير، لكن رفض من طرف ليبيا وتونس والجزائر الذين أبدوا تشبثهم بالتسمية العربية.

### مواضيع ذات علاقة
- المغرب العربي
- الطريق السريعة المغاربية
- الدين في المغرب العربي
- الإسلام في المغرب العربي